# Rhegmatorhina berlepschi
Rhegmatorhina berlepschi là một loài chim trong họ Thamnophilidae.